# Darby McDevitt
Darby Christopher McDevitt est un scénariste et directeur narratif de Ubisoft Montréal, notamment sur la franchise Assassin's Creed. Il a fait ses études à Bellingham et à Dublin et a vécu brièvement à Seattle, dans l'État de Washington.
Avec un profil professionnel diversifié, il a travaillé comme écrivain, cinéaste, musicien et concepteur de jeux vidéo. En tant qu'employé d'Ubisoft, McDevitt a été le scénariste des jeux Assassin's Creed: Bloodlines, Assassin's Creed II: Discovery, Assassin's Creed: Embers et Assassin's Creed Unity, ainsi que le directeur narratif d'Assassin's Creed:  Revelations et Assassin's Creed IV: Black Flag. En 2014, Darby a été nommé pour le prix de la Writers Guild of America pour son travail dans Black Flag. Darby est également reconnu comme porte-parole d'Ubisoft en ce qui concerne la franchise Assassin's Creed.

## Ludographie

### En tant que directeur narratif
- Assassin's Creed Valhalla
- Assassin's Creed IV: Black Flag
- Assassin's Creed: Revelations
- Assassin's Creed 2: Discovery
- Assassin's Creed: Bloodlines
- Les Sims 2 DS
- The Urbz: Sims in the City
- Le Seigneur des anneaux : Le Tiers-Âge
- The Sims: Bustin' Out

### En tant que scénariste
- Where the Wild Things Are
- Le Seigneur des anneaux : Les Deux Tours

## Récompenses
| Année | Prix                           | Catégorie             | Jeu                             | Résultat |
| ----- | ------------------------------ | --------------------- | ------------------------------- | -------- |
| 2012  | Writers Guild of America Award | Scénario de jeu vidéo | Assassin's Creed: Revelations   | Nommé    |
| 2012  | Canadian Video Game Award      | Meilleure écriture    | Assassin's Creed: Revelations   | Nommé    |
| 2013  | Canadian Video Game Award      | Meilleure écriture    | Assassin's Creed IV: Black Flag | Lauréat  |
| 2014  | Writers Guild of America Award | Écriture de jeu vidéo | Assassin's Creed IV: Black Flag | Nommé    |